# Verde muschio
A destra è mostrato il colore verde muschio.
Si tratta di una gradazione molto chiara di verde, vagamente tendente al grigio.